# Кастањоли
Кастањоли је насеље у Италији у округу Сијена, региону Тоскана.
Према процени из 2011. у насељу је живело 86 становника. Насеље се налази на надморској висини од 501 м.